# روث دكورث
روث دكورث (بالإنجليزية: Ruth Duckworth)‏ هي فنانة أمريكية، ولدت في 10 أبريل 1919 في هامبورغ في ألمانيا، وتوفيت في 18 أكتوبر 2009.